# خوش‌گریزها
خوش‌گریزها (نام علمی: Eudromia) نام یک سرده از زیرخانواده وشم‌های بیابانی است.